# Fernando Niño Bejarano
Fernando Niño Bejarano (Rota, Andalusia, 16 de setembre de 1974), exfutbolista espanyol. Jugava de defensa central i destacava per la seva contundència, a més de les seves rematades de cap quan s'incorporava a l'atac.

## Trajectòria
Es va formar en la pedrera del CD Rota fins a arribar al primer equip que en aquells dies militava en el grup X de la Tercera Divisió d'Espanya. La temporada 1995-96, es va convertir en el jugador més destacat del seu equip, fruit de la seva bona temporada, tècnics del Xerez CD de la Segona Divisió "B" es van fixar en ell contractant-lo per l'equip xeresà.
La temporada 1996-97, el Xerez CD ascendeix a Segona Divisió "A" on Fernando Niño és un dels artífexs defensius en l'ascens. La temporada següent, l'equip andalús no assoleix mantenir la categoria i descendeix a Segona Divisió "B". El defensa és el jugador més destacat del seu equip, la qual cosa possibilita que cride l'atenció d'equips de major categoria, com el Sevilla FC o el RCD Mallorca.
Finalment s'incorpora al club mallorquí a l'estiu del 98. En la seva primera temporada (la 1998-99) el cos tècnic, capitanejat per Hèctor Raúl Cuper, va decidir donar-li dorsal perquè alternara entre el filial i el primer equip, però aviat l'entrenador argentí va decidir deixar-lo en l'equip A jugant un total de 16 partits. Fernando Niño, amb el seu treball, va col·laborar que el R.C.D. Mallorca arribés a la final de la Recopa d'Europa que va jugar l'equip mallorquí contra la SS Lazio italiana. El Mallorca va perdre la final per 2-1 a Birmingham.
El de Rota va romandre durant set temporades en el RCD Mallorca. Durant aquestes temporades comença a aconseguir títols, en 1998-99 la Supercopa d'Espanya i en 2003 va aconseguir la Copa del Rei. El 2004 sofreix una greu lesió que li impedeix jugar amb regularitat i en la temporada 2005-06 fitxa per l'Elx CF de la Segona Divisió espanyola, on va romandre fins a la seva retirada, una vegada conclosa la temporada 2008-09.
En total, va jugar 149 partits a la primera divisió espanyola.

## Curiositats
El 1993, estant en el CD Rota, va haver de complir el servei militar a l'aquarterament de "Tablada" a Sevilla, pel que va haver de perdre's força partits amb el seu equip. Al maig de 1994, una vegada acabat el servei militar, va compaginar el futbol amb el seu treball en un taller de xapa i pintura a Rota.
Fernando Niño és un declarat afeccionat del Real Betis Balompié, desitjava des de petit jugar en l'equip verd-i-blanc.